# Референдум за обявяване на България за република (1946)
Референдумът за обявяване на България за република, за свикване на Велико Народно събрание и за изработване на нова конституция е проведен в Царство България на 8 септември 1946 г. Той е организиран въз основа на закон, приет от парламента на 29 юли.

## Подготовка
БРП (к) определя референдума като най-важното събитие в новата история на България след 9 септември 1944 г. Благодарение на него ще стане възможно изработването на нова конституция, която пък ще
регламентира новия държавен строй. Кампанията около вота е по-дълга от други предходни (например изборите за XXIV ОНС). Мобилизирани са творци от всички сфери на изкуството: писатели и поети пишат произведения, посветени на републиката и осъждащи монархията, композират се песни и химни за републиката, а художниците правят плакати, карикатури, картини, стенвестници.
В началото на юни 1946 г. е обявен конкурс за изработването на статуя на републиката по повод на референдума за премахване на монархията. Първоначалният проект е на Стою Тодоров и Александър Занков и изобразява фигура на българка, която държи зад себе си знамето-символ на революционно-освободителното движение: „Свобода или смърт“. Лицето на тази революционерка е сериозно, дори леко гневно. След като спечелва конкурса, колективът има само 18 дни, за да превърне скицата в монументална скулптура, висока 12 метра. За да успеят, към тях се присъединява Васил Радославов и на 8 септември статуята от гипс е монтирана точно пред царския дворец. Макар и демонтирана малко по-късно, тя остава като образ, репродуцирана в най-различни форми – плакати, пощенски марки, корици и др.

Референдумът се провежда в обстановка на остра конфронтация между доминираното от комунистите правителство на Отечествения фронт и опозицията, противопоставяща се на постепенното налагане на тоталитарен режим в страната. Въпреки това и двете страни подкрепят обявяването на България за република, включително и центристки партии като Демократическата. Лидерът на опозицията Никола Петков заявява: 
| „ | „Референдумът за Република се проведе при пълна свобода, защото целият народ бе единодушен за премахването на монархическия режим, който докара на България само нещастия и катастрофи“. | “ |

## Резултати
Резултатът е 95,6% в полза на промяната на управлението, а избирателната активност достига до 91,7%. На 15 септември председателят на XXVI ОНС Васил Коларов, след като прочита определението на ВКС върху резултатите от референдума, обявява провъзгласяването на България за Народна република, название, което ще се запази до 15 ноември 1990 г. На следващия ден – 16 септември 1946 г., малолетният цар Симеон II и царица Йоана напускат България. Година след референдума се въвежда републиканска конституция (Димитровска).
| Избор                     | Гласове   | %    |
| ------------------------- | --------- | ---- |
| Република                 | 3 833 183 | 95.6 |
| Монархия                  | 175 231   | 4.4  |
| Невалидни/празни гласове  | 124 507   | –    |
| Общо                      | 4 132 921 | 100  |
| Източник: Nohlen & Stöver |           |      |